# Deni Lušić
Deni Lušić (* 14. April 1962 in Split) ist ein ehemaliger jugoslawischer und später kroatischer Wasserballspieler. Er gewann zwei olympische Goldmedaillen und war einmal Weltmeister sowie zweimal Europameisterschaftszweiter.

## Karriere
Der 1,90 m große Deni Lušić spielte den größten Teil seiner Karriere bei VK POŠK Split, In den letzten Jahren seiner Karriere spielte er in Italien, dort war er auch nach seiner Spielerkarriere als Trainer tätig.
Sein erstes großes internationales Turnier mit der Nationalmannschaft waren die Olympischen Spiele 1984 in Los Angeles. Dort erreichten die Jugoslawen die Finalrunde als Sieger ihrer Vorrundengruppe. In der Finalrunde gewannen die Jugoslawen alle Spiele mit Ausnahme des Spiels gegen die Mannschaft aus den Vereinigten Staaten, das mit 5:5 endete. Die Jugoslawen erhielten die Goldmedaille wegen des gegenüber dem US-Team besseren Torverhältnisses. Deni Lušić erzielte im Turnierverlauf sieben Tore, beim Spiel gegen die Vereinigten Staaten konnte er einen Treffer beisteuern.
Im Jahr darauf verloren die Jugoslawen bei der Europameisterschaft in Sofia nur ihr Auftaktspiel gegen Ungarn, gegen die sowjetische Mannschaft spielten die Jugoslawen Unentschieden. Am Ende siegte die sowjetische Mannschaft vor den Jugoslawen und der deutschen Mannschaft. 1986 bei der Wasserball-Weltmeisterschaft in Madrid besiegten die Jugoslawen die sowjetische Mannschaft im Halbfinale mit 9:8. Im Finale gewannen die Jugoslawen mit 12:11 gegen die italienische Mannschaft, wobei Lušić im Finale drei Treffer erzielte. Die Europameisterschaft 1987 in Straßburg wurde wie 1985 in einer Gruppe ausgetragen, jedes Team musste gegen jedes andere Team antreten. Letztlich gewann die sowjetische Mannschaft mit sechs Siegen und einem Unentschieden vor den Jugoslawen mit fünf Siegen und zwei Unentschieden sowie den Italienern. Im gleichen Jahr belegte Lušić mit der jugoslawischen  Mannschaft den dritten Platz bei der Universiade in Zagreb. Bei den Olympischen Spielen 1988 in Seoul gewannen die Jugoslawen ihre Vorrundengruppe trotz einer 6:7-Niederlage gegen die Mannschaft aus den Vereinigten Staaten. Nach einem 14:10 gegen Deutschland im Halbfinale trafen die Jugoslawen im Finale wieder auf das US-Team und gewannen diesmal mit 9:7. Lušić warf im Turnierverlauf zehn Tore, davon vier im Halbfinale und eins im Finale.
Deni Lušić spielte bis 1991 in der jugoslawischen Nationalmannschaft, ab 1992 trat er für die kroatische Nationalmannschaft an. 1993 gewann er mit der kroatischen Mannschaft die Silbermedaille bei den Mittelmeerspielen hinter der italienischen Mannschaft.